# NGC 4851/2
NGC 4851/2 је лентикуларна галаксија у сазвежђу Береникина коса која се налази на NGC листи објеката дубоког неба.
Деклинација објекта је + 28° 9' 7" а ректасцензија 12h 58m 22,3s. Привидна величина (магнитуда) објекта NGC 4851 износи 15,0 а фотографска магнитуда 16,0. NGC 48512 је још познат и под ознакама DRCG 27-198, PGC 83717.